# ريك مايلز
ريك مايلز هو سياسي كندي، ولد في 1953 في فريدريكتون في كندا. حزبياً، نشط في الجمعية الليبرالية لنيو برونزويك ‏. وقد انتخب عضو الجمعية التشريعية لنيو برونزويك ‏.